# Herb Gąsawy
Herb Gąsawy – jeden z symboli miasta i gminy Gąsawa, ustanowiony 30 grudnia 2008.

## Wygląd i symbolika
Herb przedstawia na tarczy w polu srebrnym tarczy herbowej czerwony mur z otwartą bramą i trzema blankowanymi czerwonymi wieżami. Każda z wież ma jedno okno. Herb symbolizuje posiadane przez Gąsawę prawa miejskie.